# Erasistrate descoperind cauza bolii lui Antioh
Erasistrate descoperind cauza bolii lui Antioh (în franceză Érasistrate découvrant la cause de la maladie d’Antiochius dans son amour pour Stratonice) este o pictură în ulei din 1774 a artistului neoclasic francez Jacques-Louis David. Lucrarea este o pictură istorică care înfățișează un episod din Viețile lui Plutarh în care medicul grec al curții Erasistrate diagnostichează boala lui Antioh, fiul lui Seleucus I, ca fiind boala de dragoste pentru mama sa vitregă Stratonice. Pictura a fost distinsă cu Prix de Rome în 1774 de către Académie royale de peinture et de sculpture⁠(d).

## Origine
Pictura a fost realizată în 1774. După ce a fost prezentată la concursul pentru Prix de Rome, a fost recuperată de David și încredințată lui Michel-Jean Sedaine. În familia Sedaine, tabloul a trecut apoi în colecția contelui de Brissay, ginerele lui Sedaine. În 1860, Casa Împăratului l-a achiziționat cu 3000 de franci și a fost instalat la Școala Națională de Arte Plastice. Pictura a fost restaurată în 1860 și 1981.

## Scena
Antioh este țintuit la pat, suferind de o lâncezeală maladivă. Tatăl său, regele Seleucus, se află la picioarele patului, în întuneric. Pentru a-și salva fiul, a apelat la marele medic Erasistrate.
Acesta din urmă este lângă el, luându-i pulsul: mâna stângă pe încheietura lui Antioh. Doctorul cere ca femeile din palat să se prezinte, una câte una, înaintea lui Antioh. Când vine rândul lui Stratonice, pulsul tânărului prinț se accelerează, Erasistrate ridică apoi mâna dreaptă, cu degetul arătător îndreptat spre „cauza bolii”.
Erasistrate l-a convins pe rege să renunțe la frumoasa Stratonice în favoarea fiului său, iar prințul își revine.